# Savannah DeMelo
Savannah Marie DeMelo (* 26. März 1998 in Bellflower, Kalifornien) ist eine US-amerikanische Fußballspielerin. Seit Juli 2023 ist sie Nationalspielerin der Vereinigten Staaten.

## Karriere
DeMelo spielte während ihres Studiums an der University of Southern California für das dortige Hochschulteam der USC Trojans; sie verpasste aufgrund eines Achillessehnenrisses die komplette Saison 2020.
USC erreichte in jedem der fünf Jahre, in denen DeMelo für die Trojans spielte, das NCAA-Turnier.

### Racing Louisville FC
Racing Louisville wählte DeMelo mit dem vierten Pick im NWSL Draft 2022, zwei Plätze nachdem der Verein ihr Mitspielerin Jaelin Howell ausgewählt hatte. DeMelo gab ihr Profidebüt am 25. März 2022, als sie im zweiten Spiel des NWSL Challenge Cup 2022 11 Minuten gegen die Houston Dash spielte. Ihr Startelfdebüt war beim 3:0-Sieg über Kansas City Current am 2. April. Per direktem Freistoß erzielte DeMelo ihr erstes Tor am 18. Mai 2022 gegen San Diego Wave FC.

### Nationalmannschaft
Im September und Oktober 2022 wurde DeMelo zum ersten Mal in die US-amerikanische Frauen-Nationalmannschaft berufen, kam jedoch nicht zum Einsatz. Am 21. Juni 2023 wurde DeMelo in den Kader der Vereinigten Staaten für die Frauen-Weltmeisterschaft 2023 berufen.
Ihren ersten Einsatz für das U.S.-Team hatte sie am 9. Juli beim 2:0-Sieg über Wales, als sie in der 64. Minute für Alyssa Thompson eingewechselt wurde. Zum Auftakt der Fußball-Weltmeisterschaft der Frauen 2023 in Australien und Neuseeland hatte sie ihren ersten Startelfeinsatz beim 3:0-Erfolg gegen Vietnam. Auch im zweiten Gruppenspiel wurde sie eingesetzt, bevor ihr Team ohne sie im Achtelfinale im Elfmeterschießen gegen die Schwedinnen ausschied.

## Auszeichnungen
- NWSL Mannschaft des Monats: Mai 2022[11]
- NWSL Rookie des Monats: Juli 2022[12]